# Luci Minuci Augurí
Luci Minuci Augurí (Lucius Minucius Augurinus) va ser un magistrat romà. Formava part de la família Augurí, una branca patrícia de la gens Minúcia.
Va ser nomenat prefecte de l'annona (praefectus annonae) l'any 439 aC, càrrec establert per regular el preu del gra i obtenir subministraments d'arreu per alleujar la gana a Roma. Espuri Meli, que va fer donatius de gra al poble, va ser acusat pels patricis d'aspirar al poder i Augurí va portar aquestes acusacions al senat romà.
L'assassinat de Meli va provocar aldarulls, però Augurí els va poder apaivagar passant al camp plebeu i elegint un tribú entre aquest grup. Més endavant membres de la seva família van ser tribuns del poble el que confirma el seu canvi de grup. Va aconseguir abaixar el preu del gra i va fixar el màxim d'un as per modi. El poble li va erigir una estàtua a la Porta Trigemina.